# Trina Jackson
Trina Jackson   (Jacksonville, 16 de febrer de 1977), coneguda de casada com a Trina Falca, és una nedadora estatunidenca, ja retirada, que va competir durant la dècada de 1990.
El 1996 va prendre part en els Jocs Olímpics d'Estiu d'Atlanta on va disputar tres proves del programa de natació. Fent equip amb Cristina Teuscher, Sheila Taormina i Jenny Thompson guanyà la medalla d'or en els 4x200 metres lliures, mentre en els 200 metres lliures fou quarta i en els 200 metres papallona vuitena.
En el seu palmarès també destaquen una medalla d'or i una de plata al Campionat del Món en piscina curta de 1993 en els 400 i 800 metres lliures; una d'or, una de plata i una de bronze als Campionats de Natació Pan Pacific de 1995 i tres d'or als Jocs Panamericans de 1995.
Un cop retirada exercí d'entrenadora.